# Concerto pour piano no 6 de Beethoven
Pour les articles homonymes, voir Concerto pour piano no 6.
Le Concerto pour piano en ré majeur, Hess 15, est une ébauche de concerto pour piano composée par Ludwig van Beethoven entre 1814 et 1815.

## Composition
Entre la fin de l'année 1814 et le début de 1815, Beethoven œuvra sur un projet de concerto pour piano en ré majeur. Ce projet a finalement été abandonné par le compositeur, qui durant cette période travaillait également sur deux sonates pour violoncelle et piano, la sonate pour piano no 27 ainsi que sur une ouverture orchestrale. Les années 1812-1817 étaient pour Beethoven les moins prolifiques : souvent alité et devant faire face à de nombreux soucis, dont notamment la querelle entre sa belle-sœur Johanna van Beethoven (en) quant à la tutelle de son neveu Karl, le compositeur n'eut certainement pas la force d'achever le concerto.
Le premier mouvement comporte soixante-dix pages complètes d'ébauches et de notes. Beethoven avait même commencé à écrire une partition complète pour ce mouvement (MS Artaria 184 à la Staatsbibliothek de Berlin), dont la composition est presque ininterrompue du début jusqu'au milieu de l'exposition du solo (mesure 182). À partir d'ici, la partition devient moins complète, montrant des signes d'indécision et d'insatisfaction de la part de Beethoven.

## Achèvement par Nicholas Cook
En 1987, à partir des notes richement fournies par Beethoven, le musicologue anglais Nicholas Cook compléta le premier mouvement. Quelques interprétations ont été effectuées et enregistrées, donnant ainsi une idée globale de l'œuvre.